# Paddy O’Kane
Paddy O’Kane – irlandzki piłkarz, reprezentant kraju grający na pozycji obrońcy, który występował w latach 30. XX wieku.

## Kariera
Karierę piłkarską rozpoczął w 1934 roku w klubie Bohemians Dublin, w którym występował przez dwa sezony.
Karierę reprezentacyjną rozpoczął w 1934 roku, kiedy zadebiutował w reprezentacji w przegranym meczu przeciwko drużynie Węgier. W kolejnym roku reprezentował Irlandię jeszcze w dwóch spotkaniach międzynarodowych, które były ostatnimi w jego karierze (w przegranych spotkaniach z reprezentacjami Niemiec (1-3) i Szwajcarii (0-1)).